# Giovanni Frangi
Giovanni Frangi (Milano, 12 maggio 1959) è un pittore e artista italiano.

## Biografia

### Gli anni Ottanta
Inizia a dipingere giovanissimo.
Nel 1982 si diploma all'Accademia di Brera. Nello stesso anno partecipa a una collettiva milanese alla Rotonda della Besana, dove torna l’anno successivo, con alcuni pastelli, per la mostra Artisti e scrittori.
Il 1983 è l’anno della prima personale alla galleria La Bussola di Torino.
Nel 1986 Frangi riesordisce, presentato da Achille Bonito Oliva, alla Galleria Bergamini di Milano con una personale: sono tutte tele raffiguranti finestre, poltrone, sedie, tavoli, che segnano l’invenzione di un alfabeto.
Nel 1987 espone presso la galleria Poggiali e Forconi di Firenze, dove negli anni successivi sarà presente in più occasioni monografiche.
Nel 1989 per la prima volta le opere di Frangi compaiono in un contesto internazionale alla Galerie du Banneret a Berna.

### Gli anni Novanta
Nel 1997 una mostra antologica a Palazzo Sarcinelli di Conegliano riassume il lavoro svolto da Frangi intorno al tema dominante del paesaggio, che in quel momento significa soprattutto rappresentazione di tangenziali e svincoli autostradali. Nello stesso anno l’artista vince il premio della XII Quadriennale di Roma ed espone nella sala del Cenacolo di Montecitorio il ciclo La fuga di Renzo. Per la prima volta Frangi non pensa a tele singole ma a un progetto unitario. È l’inizio della collaborazione con Giovanni Agosti.
Nel 1998 alla Compagnia del Disegno di Milano espone Il giorno e la notte, due quadri dello stesso formato che si fronteggiano nello spazio della galleria. In questa stessa sede era stata montata dieci anni prima Testori-Frangi-Milano accompagnata da un saggio di Giovanni Testori – personalità cruciale per la formazione di Frangi – e nel 1992 Opere 1991-1992, con un testo di Luca Doninelli.
Nel 1999 allestisce al Palazzo delle Stelline di Milano Il richiamo della foresta, un bosco costituito da 13 tele. Nello stesso anno debutta alla Biennale di Venezia lo Zio Vanja di Čechov per la regia di Federico Tiezzi. Il sipario – ancora una volta un bosco – è di Giovanni Frangi.

### Gli anni Duemila
Nel 2000 alla galleria Lawrence Rubin di Milano va in scena Giovanni Frangi. Sculture. Una mostra per l’estate, costituita unicamente di opere su carta di grandi dimensioni, oltre a Fiordifragola, esposta nel giardino, che inaugura la sua attività come scultore. Lo stesso anno la Galleria dello Scudo di Verona presenta Viaggio in Italia.
Nel 2001 la stessa galleria mostra al Miart di Milano Come un’installazione: dipinti di dimensioni molto varie accostati a sculture che dal pavimento risalgono sulle pareti.
Nel 2004, presso le scuderie di Villa Panza a Biumo, frazione di Varese, prende vita Nobu at Elba: un’opera composta da quattro grandissimi dipinti e da una ventina di sculture in gommapiuma. La preparazione del mastodontico lavoro è documentata da un album di 132 fogli, quasi un diario di viaggio.
Nel 2005, da Antonella Cattani, a Bolzano, Ti ci porto: una sorta di racconto alpino, con una grande cascata, quadri con il fondo del Tambac e Cacao, un’installazione di 14 sassi dipinti.
Nel 2006, a Firenze, presso Poggiali e Forconi, apre View master, composto da Il fondo del mare e Il disgelo: due diorami, realizzati in gommapiuma, con plastiche colorate, pezzi di alberi, vasche d’acqua colorata, un ventilatore e una slitta. Il tutto è visibile unicamente attraverso dei fori in una parete nera..
Nel 2007, al Miart di Milano, nello spazio della Galleria dello Scudo, Frangi presenta Underwater: quadri di tema sottomarino realizzati su tele emulsionate e poi dipinte con resine e pigmenti. Nel mezzo sta Noa Noa, una scultura a forma di biscia d’acqua ricoperta di lana di vetro.
Nel 2008 Feltrinelli pubblica Giovanni Frangi alle prese con la natura, la raccolta dei testi di Giovanni Agosti su dieci anni di lavori in comune: da La fuga di Renzo a una mostra mai fatta alla Serra Grande del Giardino di Boboli a Firenze.
Nello stesso anno Frangi espone a Francoforte, alla galleria Raphael, 12 Sassisassi. Eine organische Ausstellung. Skizzen, Tische, Bilder, Fotografien und Plastiken, dove si confronta con il tema dei sassi. Pure nel 2008 espone alla Gamud di Udine Pasadena: un ciclo di trenta incisioni al carborundum, eseguite presso Corrado Albicocco e ispirate alle piante degli Huntington Botanical Gardens di San Marino (California). La mostra è riproposta, negli anni successivi, in più sedi.
Nel 2009 Frangi realizza nell’oratorio di San Lupo, a Bergamo, MT 2425. Il pavimento dell’edificio è ricoperto da una superficie argentata in resina poliuretanica, mentre sulla volta, come un affresco del Settecento, è dipinto un cielo azzurro.
Nel 2010 Frangi espone al MART di Rovereto Giardini pubblici, una grande tela ispirata a un’immagine dei giardini pubblici di Milano al crepuscolo. L’opera è accompagnata da variazioni sul tema, in tecniche diverse, come se si trattasse di studi preparatori. Vengono poi, nello scorcio dell’anno: a Bergamo, presso il Credito Bergamasco, Divina–Wallpaper, dodici dipinti di tema botanico con sul pavimento delle foglie vere, e al Teatro India di Roma La règle du jeu, sei grandi quadri con la stessa immagine variata nel gioco delle ombre.
Nel 2011 Frangi partecipa al Padiglione Italia della LIV Biennale di Venezia e riprende, con qualche accrescimento, al Museo Diocesano di Milano La règle du jeu.. Ma soprattutto realizza, a Villa Manin a Passariano di Codroipo, Straziante, meravigliosa bellezza del creato, in cui sono raccolti – come in una sequenza poetica – lavori realizzati dal 2006 al 2011.. Prima della fine dell’anno c’è posto anche per Albatros alla Galleria Civica d’Arte Contemporanea Montevergini di Siracusa, con dipinti sospesi come stendardi.
Nel 2012, a Villa Morosini a Polesella, nei pressi di Rovigo, Frangi presenta Mappe: tredici dipinti ispirati ai paesaggi del delta del Po inseriti in antiche cornici di stucco. Vengono poi l’India con Fragile presso la Sakshi Gallery a Mumbai e le carte de Il Rosso e il Nero alla Galerie du Nord del Parlamento Europeo a Strasburgo..
Le sale e il chiostro del Museo Nazionale di San Matteo a Pisa ospitano, nel 2013, Sherazade.
Nel 2014 Frangi fa ricorso al video per River. Esperimento domestico da Ferrarin Arte a Legnago.. Ci sono poi i Paradisi artificiali alla Galleria Raphael 12 di Francoforte e lo stendardo Mollate le vele presentato al MAXXI di Roma, in occasione del XII Seminario Nazionale di Jonas. L’apertura del nuovo Orto Botanico dell’Università di Padova coincide con Alles ist Blatt, che raccoglie tre cicli di lavori legati alla raffigurazione del mondo vegetale. Ma il 2014 è anche l’anno della chiesa di Santa Gianna Beretta Molla a Trezzano sul Naviglio, alle porte di Milano, dove Frangi interviene con più opere che segnano il perimetro di questo nuovo spazio sacro. Tra il 2014 e il 2015 c’è Lotteria Farnese: venti stendardi sorretti da strutture autoportanti nell’immensa Sala della Meridiana nel Museo Archeologico di Napoli.
Nel 2015 nella galleria M77 di Milano Frangi presenta La legge della giungla: in quest’occasione Aurelio Picca legge Ninja, un racconto in versi ispirato ai lavori dell’artista.
Il 2016 è segnato da Settembre, una serie di opere su carta all’Istituto Centrale per la Grafica di Roma, e da Usodimare, al CAMeC di La Spezia con lavori legati al mondo delle acque.
In occasione di Pistoia Capitale italiana della cultura, nel 2017, a Palazzo Fabroni è presentato Prêt-à-porter: una riflessione sul percorso di Frangi in relazione all’uso del colore e del bianco e nero.
Con Urpflanze alla Villa Carlotta di Tremezzo, sulle rive del Lago di Como, Frangi, nel 2018, ribadisce il suo dialogo, costante e ininterrotto, con il mondo della natura.
Nel 2019 partecipa a un progetto a Lecco a Palazzo delle Paure in cui un suo ciclo di sette lavori, Esercizio di lettura, si confronta con una tavola sacra di Lorenzo Lotto.
Vocali è la mostra organizzata nel 2021 con la Stamperia Albicocco di Udine con cinque incisioni ispirate ai colori delle vocali indicati nella famosa poesia di Arthur Rimbaud.
Nel 2022 è la volta di Urpflanze Dieci incisioni al Carborundum presso il Brunitoio di Ghiffa, Urpflanze Project room nell’ambito dell’Animaphix festival a Villa Cattolica a Bagheria e di Vitaliana a Palazzo Parasi di Cannobio dove presenta un progetto inedito dedicato ai Castelli di Cannero.
Nel 2023 espone Showboat a Milano al Castello Sforzesco nella Sala del Tesoro e nel Gabinetto dei Disegni dove ripercorre il suo percorso creativo da un lato dal punto di vista della sua attività incisoria e dall’altro la sua storia attraverso i cataloghi e i libri d’artista.
Nel 2024 espone Showboat a Udine presso la Stamperia Albicocco di Udine e Le mille Vite di Showboat a Arezzo presso la Galleria Comunale d'Arte Moderna in cui presenta per la prima volta un ciclo dedicato al movimento dei cigni nell’acqua e una grande installazione su carta da lucido ispirata a un dipinto di Bartolomeo della Gatta.

## Galleria d'immagini

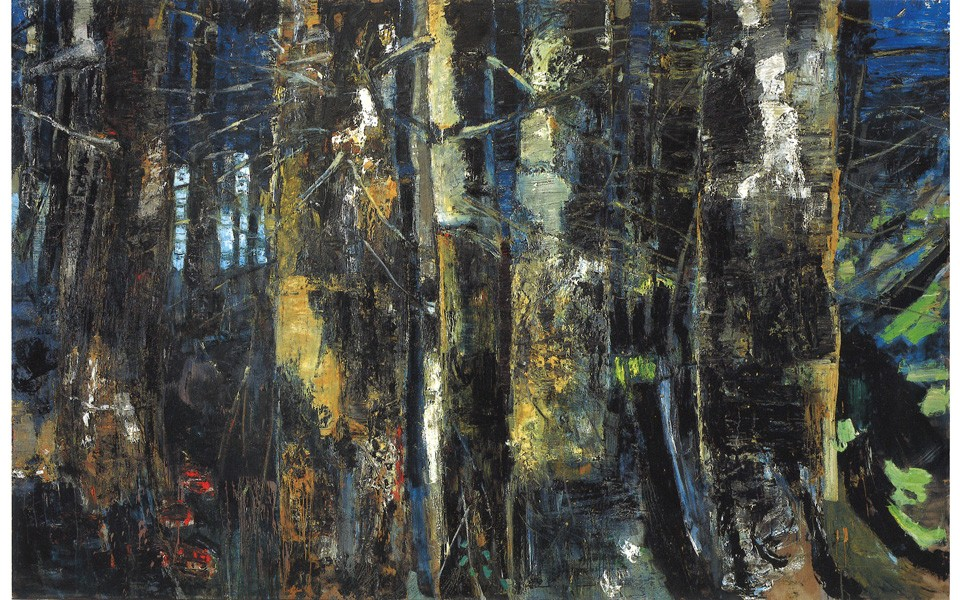
Il richiamo della foresta (1999) al Palazzo delle Stelline di Milano
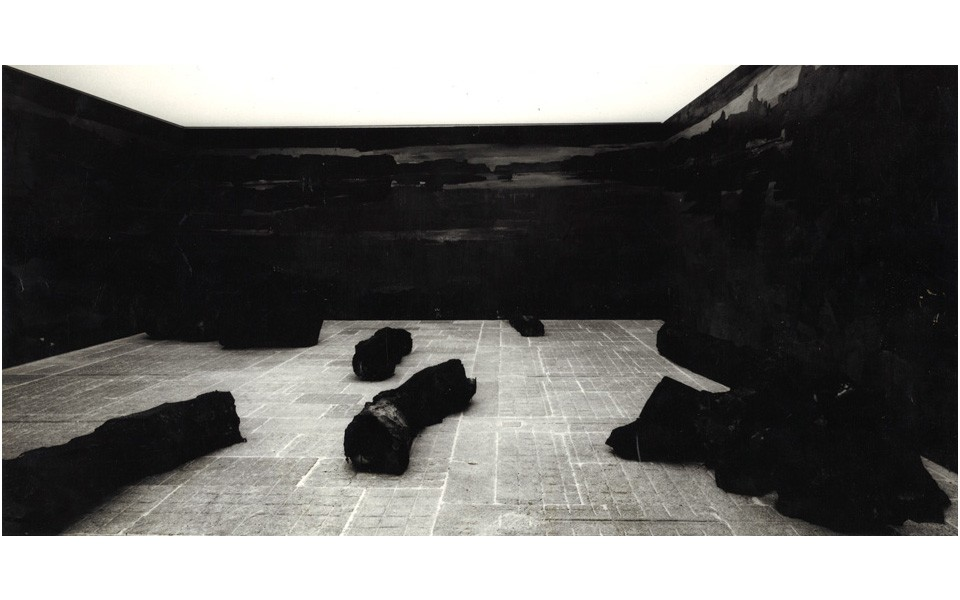
Nobu at Elba (2004) a Villa Panza, Varese
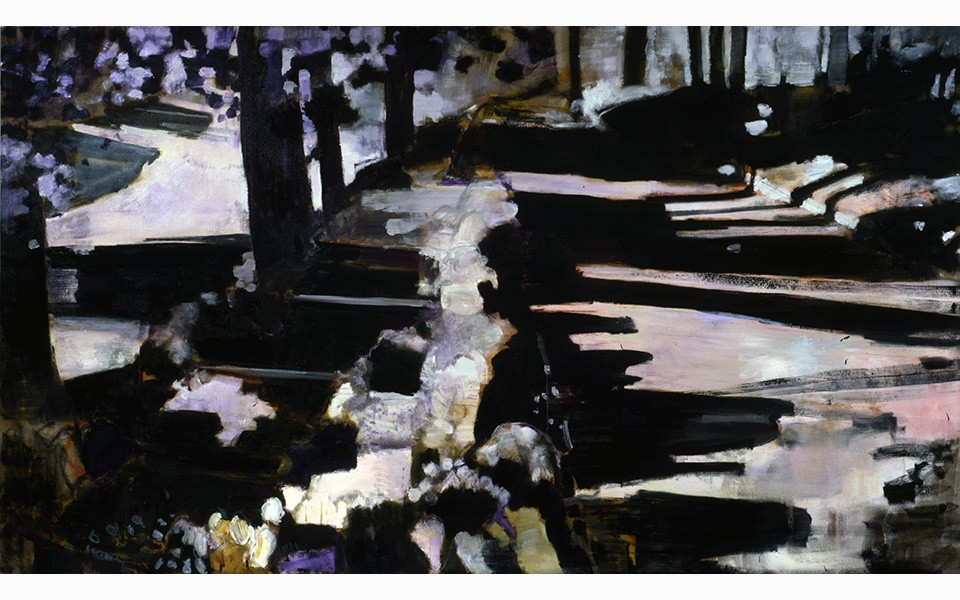
Giardini Pubblici (2010) al Mart di Rovereto
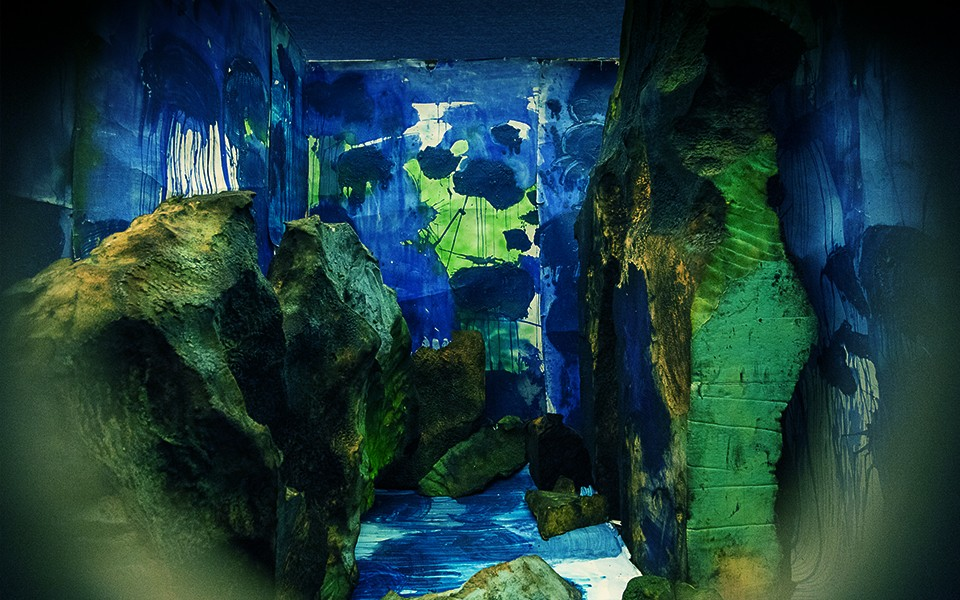
Straziante, meravigliosa bellezza del creato (2011) a Villa Manin, Passariano di Codroipo
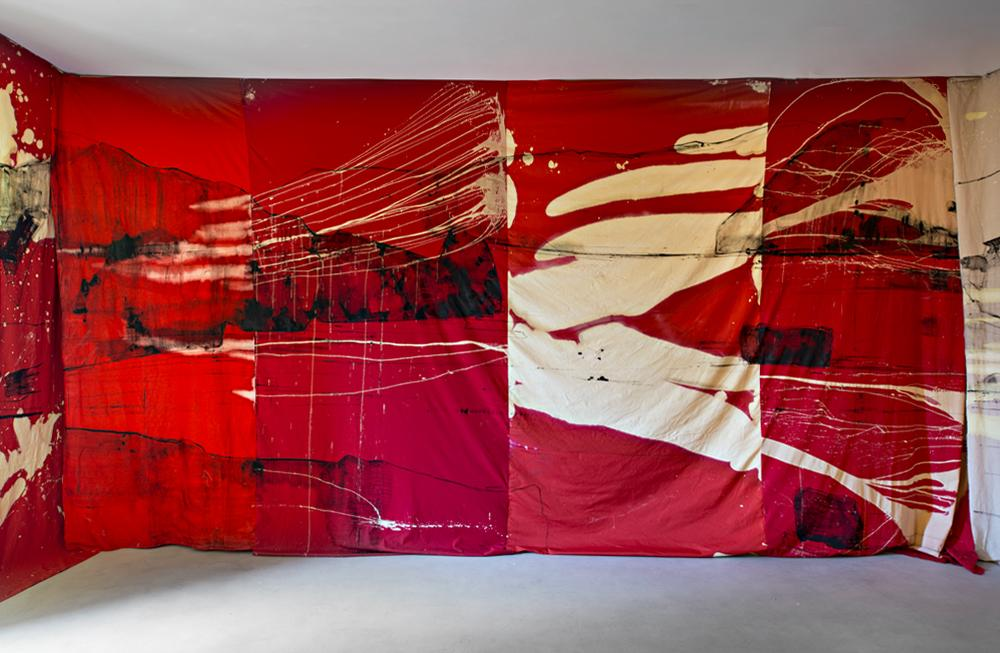
Prêt-à-porter (2017) al Palazzo Fabroni di Pistoia

## Principali mostre personali
- 2024: Showboat a Udine, Stamperia d'arte Albicocco, Udine; Le mille vite di Showboat, Galleria Comunale d'Arte Moderna, Arezzo
- 2023: Showboat Andata e Ritorno, Castello Sforzesco, Milano
- 2022: Urpflanze Dieci Incisioni al Carborundum, Brunitoio Ghiffa, Ghiffa; Urpflanze Project Room, Villa Cattolica, Bagheria; Vitaliana, Palazzo Parasi, Cannobbio; , Contemporanea Galleria d'Arte, Bari
- 2021: Vocali, Stamperia d'arte Albicocco, Udine
- 2019: Caran d'Ache, Kromya Art Gallery, Lugano; Strange days, Galerie Raphael, Frankfurt; Esercizio di lettura, Palazzo delle Paure, Lecco
- 2018: Giovanni Frangi Gilbert, Biblioteca Classense, Sala del Mosaico, Ravenna; Falsa primavera, Al blu di Prussia, Napoli; Giovanni Frangi. Urpflanze, Villa Carlotta, Napoli

- 2017: Giovanni Frangi. Urpflanze, Antonella Cattani, Bolzano; Prêt-à-Porter, Palazzo Fabroni, Pistoia

- 2016: Usodimare, Camec, La Spezia; Settembre, Palazzo Poli, Istituto Centrale per la Grafica, Roma

- 2015: La legge della giungla, M77 Gallery, Milano; Lotteria Farnese, Palazzo del Credito Bergamasco, Bergamo; Quartet, Galerie Rigassi, Berna

- 2014: Paradisi Artificiali, Raphael 12 Galerie, Francoforte; Mollate le vele, uno stendardo per Jonas, Maxxi, Roma; Alles ist Blatt, Nuovo Orto Botanico, Padova; River. Esperimento domestico, Ferrarin Arte, Legnago (Verona)

- 2013: Sheherazade, Museo Nazionale di San Matteo, Pisa; Pasadena, Castello di Rapallo (Genova)

- 2012: Mappe, Villa Morosini, Polesella (Rovigo); Il rosso e il nero, Galerie du Nord – Parlement Européen, Strasbourg

- 2011: Straziante, meravigliosa bellezza del creato, Villa Manin, Passariano di Codroipo (Udine); La règle du jeu. Atto secondo, Museo Diocesano, Milano; Albatros, Museo Civico d’Arte Contemporanea, Siracusa

- 2010: La règle du jeu, Teatro India, Roma; Divina, Palazzo del Credito Bergamasco, Bergamo; Ring-a-Ring-O’Roses, Antonella Cattani Contemporary Art, Bolzano; Giardini Pubblici, Mart, Rovereto (Trento); Vallemosso, Campus Point, Politecnico, Lecco; Wabi-sabi, Barbara Paci, Pietrasanta (Lucca)[18]

- 2009: Pasadena, Galerie Raphael 12, Francoforte; Antonella Cattani Contemporary Art, Bolzano; Giovanni in Gennaio, Galleria il Castello, Trento

- 2008: MT2425, Oratorio di San Lupo, Bergamo; Pasadena, GAMUD Galleria d’Arte Moderna, Udine; Sassisassi: Eine organische Ausstellung, Galerie Raphael 12, Francoforte
- 2007: Underwater, Galleria dello Scudo, Miart, Milano
- 2006: View Master. Il disgelo / View Master. Il fondo del mare, Poggiali e Forconi, Firenze
- 2005: Ti ci porto, Les Chances de l’Art, Bolzano
- 2004: Take-off, Galleria dello Scudo, Verona; Nobu at Elba, Villa Panza di Biumo, Varese

- 2001: Twelve Months Pictures, Ruth Bachofner, Santa Monica (Los Angeles); Come un’installazione, Galleria dello Scudo, Miart, Milano
- 2000: Paintings and Papers 1999-2001, Brookings Gallery, San Francisco; Sculture. Una mostra per l’estate, Galleria Lawrence Rubin, Milano; Viaggio in Italia, Galleria dello Scudo, Verona

- 1999: Aloha-Aloha, Kwai Fung Hin Art Gallery, Hong Kong; Il richiamo della foresta (un bosco), Palazzo delle Stelline, Milano; Giovanni Frangi, Contemporary Art Center Schalkwijk, Utrecht

- 1998: Il giorno e la notte, Compagnia del Disegno, Milano; Sognando l’Africa, Les Chances de l’Art, Bolzano; Paesaggi senza foche, Galleria Forni, Bologna; Demasiado tarde, Mari Arte Contemporanea, Imbersago (Lecco); Black and White, Galleria Bellinzona, Como

- 1997: Paesaggi 1986-1996, Palazzo Sarcinelli, Conegliano Veneto (Treviso); La fabbrica desnuda, Poggiali e Forconi, Firenze; La fuga di Renzo, Sala del Cenacolo, Camera dei Deputati, Roma; Carte 1983-1997, Casa dei Carraresi,Treviso

- 1996: Giovanni Frangi – Luca Doninelli. Viaggio in autobus, Galleria il Castello, Trento

- 1995: New Works, Bourbon St. Gallery, New Orleans; Periferie urbane, Galleria Lazzari, Roma

- 1994: Giovanni Frangi, Galleria Italiana Arte, Busto Arsizio (Milano); Windows, Medici Gallery, Carmel (California); Bretagna, Galleria dell’Officina, Brescia

- 1993: Torno, Ipogei di San Francesco, Matera

- 1992: Dipinti 1989-1992, Poggiali e Forconi, Firenze; Voyage, Galerie Du Banneret, Berna; Opere 1991-1992, Compagnia del Disegno, Milano

- 1991: Giovanni Frangi, Galleria Les Chances de l’Art, Bolzano; Giovanni Frangi, Galleria Incontro d’Arte, Roma

- 1990: Giovanni Frangi, Galerie Du Banneret, Berna; SS n.35, Galleria d’Arte Bergamo, Bergamo

- 1989: Città!, AAB Associazione Artisti Bresciani, Brescia

- 1988: Testori – Frangi – Milano, Compagnia del Disegno, Milano; Dipinti e opere su carta, Galleria La Sanseverina, Parma

- 1987: Opere recenti, Poggiali e Forconi, Firenze; Rimini, Galleria Campanile, Bari

- 1986: Opere recenti, Galleria Bergamini, Milano; Pastelli 1985-1986, Galleria Altair Nuova, Lecco; Giovanni Frangi, Museo d’Arte Contemporanea, Montesegale (Pavia)

- 1983: Dipinti, acquarelli, disegni 1982-1983, Galleria La Bussola, Torino

## Opere in collezioni pubbliche
- Galleria degli Uffizi, Gabinetto dei Disegni e delle Stampe, Firenze
- Istituto Centrale per la Grafica, Palazzo Poli, Roma
- Camec, Centro arte moderna e contemporanea, La Spezia
- Palazzo Fabbroni, Pistoia
- Villa Carlotta, Tremezzo (Como)
- Gamud, Galleria d’arte moderna, Udine
- Museo Diocesano, Milano
- Municipio di Imbersago, Imbersago (Lecco)
- Municipio di Carate Brianza, Carate Brianza (Monza e Brianza)
- Palazzo Sarcinelli, Conegliano Veneto (Treviso)
- Mart, Museo d'Arte moderna e contemporanea di Trento e Rovereto
- Palazzo Montecitorio, Camera dei Deputati, Roma
- Palazzo del Quirinale, Roma